# Moxostoma robustum
Moxostoma robustum és una espècie de peix de la família dels catostòmids i de l'ordre dels cipriniformes.

## Morfologia
Pot assolir 42 cm de longitud total.

## Reproducció
Té lloc durant els mesos d'abril, maig i juny, quan la temperatura de l'aigua assoleix els 21-23 °C (tot i que pot fer-ho igualment entre els 18 i 25). Els ous són enterrats en la grava del substrat aquàtic i les larves hi romanen fins que absorbeixen el sac vitel·lí i poden nedar.

## Alimentació
Els adults del riu Oconee es nodreixen bàsicament de bivalves (com ara, Corbicula) gràcies a les seues fortes dents, encara que també mengen insectes aquàtics.

## Hàbitat i distribució geogràfica
És un peix d'aigua dolça, demersal i de clima temperat (40°N - 34°N), el qual es troba als Estats Units: les conques fluvials atlàntiques des dels rius Pee Dee (Virgínia) i Cape Fear (Carolina del Nord) fins a la conca del riu Oconee (Geòrgia), incloent-hi Carolina del Sud.

## Estat de conservació
Les seues principals amenaces són la sobrepesca, la introducció d'espècies exòtiques depredadores (com ara, el peix gat de cap pla -Pylodictis olivaris- i Ictalurus furcatus) i la pèrdua i degradació del seu hàbitat a causa de les activitats agrícoles i la construcció de preses en gairebé tots els rius de la seua distribució geogràfica.

## Observacions
És inofensiu per als humans.